# Аксельссон, Карина
Карина, княгиня Сайн-Витгенштейн-Берлебург (урождённая Карина Аксельссон англ. Carina Axelsson; 5 августа 1968, Санта-Круз, Калифорния, США) — американская детская писательница, жена седьмого князя Сайн-Витгенштейн-Берлебург Густава.

## Биография
Родилась 5 августа 1968 года в Санта-Крузе в Калифорнии в семье, имеющей шведские и мексиканские корни. Отец — инженер-электроник, есть младшие брат и сестра.
После получения среднего образования в Санта-Крузе, переехала в Нью-Йорк, чтобы заниматься модельным бизнесом.
Позднее переехала в Париж, где изучала искусство, а также написала и проиллюстрировала свою первую книгу «Нейджел из Гайд-парка» («Nigel of Hyde Park», 2004). Кратко работала с Джоном Гальяно, а её опыт работы в модельном бизнесе и увлечение книгами Агаты Кристи побудили её на написание подростковой детективной серии книг «Модель под прикрытием» («Model Under Cover»).
19 лет состояла в отношениях с принцем Густавом Сайн-Витгенштейн-Берлебургом. Согласно завещанию деда, пятого принца Сайн-Витгенштейн-Берлебург, Густав потерял бы право на наследство, если бы женился на Карине до смерти своего отца Рихарда. Пара заключила брак 3 июня 2022 года, через несколько лет после смерти Рихарда и завершения судебных разбирательств о наследстве. Супруги проживают в замке Берлебург в Германии. 18 апреля 2023 года было объявлено, что они ожидают рождения ребёнка с помощью суррогатной матери.
Является одной из крёстных принцессы Афины Датской, дочери принца Иоахима Датского и принца Филиппа Саксен-Кобург-Готского, сына Хубертуса, наследного принца Саксен-Кобург-Готского.